# 山田方谷
1. 方谷園（高梁市、新見市）
2. 方谷橋
3. 方谷林公園
4. 山田方谷の銅像、記念碑、記念館

山田 方谷（やまだ ほうこく）は、幕末期の儒家・陽明学者、備中松山藩士。
方谷は号。諱は球（きゅう）、字は琳卿（りんけい）、通称は安五郎。備中聖人、小蕃山と称された。

## 生涯

### 生い立ち - 青年期
文化2年2月21日（1805年3月21日）、当時備中松山藩領だった備中国阿賀郡西方（現・岡山県高梁市中井町西方）で山田五郎吉・梶（西方氏）夫妻の間に長男として生まれる。幼名は阿璘（ありん）と呼ばれていた。
山田家は元は源氏を称する（後述）郷士の家であったが、方谷の曾祖父・宗左衛門が長男を勝手に出家させた寺の住職を殺害して自害するという事件を起こしたため、財産没収の上で所払いとされた。祖父・善太郎は新見藩領土橋（現・新見市土橋）に寄寓し、20年ほど後に許されて西方の地に戻って来た。方谷が生まれたころは農業と菜種油の製造・販売を家業として生計をたてていた。
お家再興を願う両親は方谷に学問で世に出てもらおうと考え、彼が乳飲み子の頃から字を教え始めた。方谷は3歳で漢字を覚えたといわれ、生家近くの木山神社には4歳のときに奉納したという扁額が残っている。
方谷は5歳になると実家から20km離れた新見藩領にある親戚の寺に預けられ、藩儒・丸川松隠の回陽塾で学び始める。ここでも神童と評判を呼び、6歳のときに藩主・関長輝の御前で書を披露した、9歳のときには学問に励む目的を問われ「治国平天下」と答えたなどの逸話が残っている。
文政元年（1818年）8月27日、母・梶が死去し、方谷は父・五郎吉から実家に戻って家業を手伝うよう命じられるが、丸川松隠が父を説得してくれたため学業を続けることができた。しかし翌年、五郎吉も母の後を追うように死去してしまい、方谷は止む無く松隠の許を去り、実家に戻って家業を継いだ。
家を継いだ方谷は家業の油商の仕事に励み、数年後にはその誠実な取引姿勢から正直者との評判を得るようになっていた。また家業の傍ら独学で学問も続けていたが、当時の丸川松隠への手紙の中では「家業に追われて学問をする時間が少なく、また仕事では俗物や平凡な人間とばかり付き合っています。これでは自分も平凡な人間に堕してしまい、これまでの学問が全て無駄になってしまいそうです」と現状への不満と焦燥を吐露している。方谷はこの時期のことをあまり語ってはいないが、三島中洲は『方谷年譜』の中で「この時期の経験が、藩政改革の際に汚職役人やそれと癒着した商人・庄屋と対峙する上で役立ったのではないか」と分析している。
文政8年（1825年）末、家業と学問に励む方谷の話を耳にした備中松山藩主・板倉勝職から奨学金として二人扶持を与えられ、藩の学問所への出入りを許された。親族の間でも、お家再興を果たすためには方谷を学問に専念させるべきでは、との声が出るようになった。文政10年（1823年）と同12年（1825年）に方谷は家業を家族に任せて京都へと遊学し、丸川松隠の知人である寺島白鹿の門下生となる一方で藩主の薦めで鈴木撫泉にも学んだ。この時の撫泉門下に終生の友となった春日潜庵がいた。
2度目の京都遊学から帰郷して3か月後の文政12年（1825年）12月23日、方谷は板倉勝職から苗字帯刀を許され、12月28日には士分に取り立てられて家格を中小姓格とされ八人扶持を与えられた。また藩校・有終館の会頭（教授）に任じられ、両親の悲願であったお家再興を果たした。
文政13年（1826年）6月、方谷は松山城下の本丁（現・高梁市内山下）に屋敷を与えられた。天保元年（1830年）12月、藩に願い出ていた3度目の京都遊学の許可が下りたため有終館会頭を辞職し、来春にも出発する予定で準備を進めていたが、天保2年（1831年）2月10日、方谷の屋敷から出火し有終館も焼失する火事が発生し、責任を問われた方谷は城下の松連寺において1か月間謹慎した。

### 陽明学との出会い
天保2年（1831年）7月、27歳の方谷は藩から2年間の京都遊学の許しを得て、三たび寺島白鹿の塾に入門した。
方谷は幼少期から朱子学を学んでいたが、学びが深まるにつれて朱子学に対する懐疑と不信が高まっていた。天保4年（1833年）秋、王陽明の『伝習録』を熟読し、本格的に陽明学の思想に触れた。同年12月、さらに陽明学を学ぶべく、藩からさらに3年間の江戸遊学を許され京を離れる。その直前、天保の大飢饉の影響で困窮した実家からは帰郷を懇願する手紙が届いたが、「今は学問に専心したい。必要なら家財や土地を処分してしのげ」と指示する返信をしただけで松山には帰らなかった。
天保5年（1834年）1月、方谷は佐藤一斎の塾に入門した。一斎は塾長を務める昌平黌で朱子学を教える一方で自身の私塾では陽明学を教えていたことから「陽朱陰王」と言われていた。一斎の門下で方谷はたちまち頭角を現し、一斎塾の塾頭となり、後から入門してきた佐久間象山とともに「佐門の二傑」と並び称せられた。

### 世嗣・勝静との出会い
天保7年（1836年）正月、大小姓格に昇格し、9月には藩主・板倉勝職の参勤の行列に供奉して松山に帰る。10月には藩校・有終館の学頭（校長）に就任し、松山城下の御前（おんざき）丁（現・高梁市御前町）に新たな屋敷を与えらえた。
天保9年（1838年）、私邸内に私塾「牛麓舎」を開く。牛麓舎には多くの入門希望者が詰めかけ、門人は数十人に膨れ上がり、塾舎の増築を迫られる事態となった。方谷は身分に関係なく農家・商家の出身者も門人に迎え、その中には後の藩政改革において方谷の手足となる三島中洲、進鴻渓などがいた。牛麓舎は方谷が藩政改革に携わることになった後は三島中洲が師範代として講義にあたったが、嘉永5年（1852年）に中洲が諸国遊学に出たことを機に閉鎖された。
弘化元年（1844年）、2年前に桑名松平家から養嗣子として迎えられた板倉勝静が松山に初めてのお国入りを果たした。勝静の松山滞在中、方谷は有終館の前学頭・奥田楽山と隔日で勝静に経書の講義を行い、勝静の領内巡視にも同行している。当時の弟宛の手紙には、勝静の文武への精励ぶりと自己を律する様子を絶賛する内容が残っている。また勝静も方谷に絶大な信頼をよせるようになった。
弘化4年（1847年）4月、方谷は三島中洲を供に津山藩を訪れ、1ヶ月の滞在の間に津山藩士・天野直人から高島流砲術を学び、その代わりに津山藩士に王陽明『古本大学』を講義した。松山に帰国すると、すぐに大砲2門を製造させ、藩士たちに西洋砲術を伝授している。
嘉永2年（1849年）4月、勝静は江戸で藩主に就任。8月、前藩主・板倉勝職が江戸で病没した。自分を武士に取り立ててくれた恩人である勝職の死と勝静の藩主継承を見届けた方谷は隠居願を江戸の勝静に提出している。

### 松山藩の藩政改革
嘉永2年（1849年）11月、方谷は藩主・板倉勝静から江戸へ召喚され、藩の財政を司る元締役とその補佐役である吟味役の兼務を命じられた。当初、方谷は農民上がりの儒者であることを理由に就任を固辞したが、勝静の説得に遂に就任を引き受けるに至った。方谷の元締役就任は藩士たちには驚きをもって迎えられ、松山藩江戸屋敷では、
という狂歌が流行った。
帰国した方谷は早速に藩の財務状況の調査を始めた。その結果、年ごとの会計は適切に処理されることなく先送りが繰り返され、さらに飢饉や不時の出費がある度に借金をし、これを返済するため更に借金を重ねた結果、元本だけで総額10万両を超える負債を抱え、藩士の家禄の借り上げや年貢の臨時徴収が常態化しており、さらに表向きは5万石とされていた藩の実際の石高は半分にも満たない約1万9千余石に過ぎず、これまでの元締役は債権者に藩の実収入を隠して借金を繰り返していたことが判明した。
嘉永3年（1850年）3月、板倉勝静は松山に帰国すると正式に藩政改革の大号令を発し、改革に対して不平を述べたり背信行為を行う者は厳罰に処す旨を宣言し、また改革の全権を委ねた方谷に対する誹謗中傷を禁じた。
まず藩内に藩主から領民にいたるまでを対象とする倹約令が発せられた。その内容は大きく分けて、
1. 年月を期して全藩士の俸禄を減俸[注釈 10]。
2. 身分ごとに着用できる衣服・装飾品を制限し、絹や金などを用いた製品の使用を禁止。生活全般における奢侈の禁止[注釈 11]。
3. 役人が領民から賄賂や接待を受けることを禁止[注釈 12]。

である。

#### 藩の財務状況の公開
改革の開始にあたり方谷は、藩の財務状況を調査した報告書を勝静と藩上層部に提出し、藩財政が危機的状況にあることを明らかにし、状況を打開するには債権者である江戸・大坂の両替商たちに全てを正直に公表し財政再建への協力を依頼するしかないとした。
方谷は自ら大坂に出向き、債権者を集めて帳簿の内容を全て公開して、債務の10 - 50年間の返済延期を要請し、その間に財政の立て直しと産業振興を図り、それによって出た利益で負債を返済するという再建計画を提示して、彼らの協力をとりつけた。
財政改革の手始めとして方谷は松山藩の大坂蔵屋敷を廃止した。それまで蔵屋敷では蔵役人たちが米問屋と癒着して彼らに取引を任せていた結果、多大な損失を出していた。方谷は蔵屋敷の廃止によって年間1,000両に上る維持費を浮かせ、借金の棚上げによって抵当を解除された年貢米を藩に取り戻した。
取り戻した米は領内40ヶ所に設けた貯倉に保管し、米相場の動向を見て藩が直接取引を行うことで年間で3,000 - 6,000両の利益を出し、その中から返済が行われた。また貯倉は飢饉のときには民衆に米を配給する義倉の役割も持っていた。

#### 殖産興業政策
松山のある備中北部は古くから良質な砂鉄の産地として知られており、それを使ったたたら製鉄が盛んだった。方谷は領内にある鉄山・銅山の開発を藩の直営事業とし、城下の高梁川対岸にある近似（ちかのり）村（現・高梁市落合町近似）に鉄製品の製造工場を次々と建設し、ここを「相老（あいおい）町」と名付け、農具・鉄器・釘の大量生産を始めた。その中でも三本歯の備中鍬は通常の鍬に比べて土地を深く耕せると評判を呼び、特産品となった。
さらに山野に杉、竹、漆、茶の植林を行い、松山の従来からの特産品であった葉煙草、檀紙、ゆべしの増産も奨励した。特に煙草は藩の保護奨励策によって「松山刻（きざみ）」の名で知られる名物となった。
方谷は年貢米以外の特産品の専売事業を担う「撫育所」と呼ばれる役所を新設した。撫育所に集められた産物は高梁川を下り、玉島港で藩所有の廻船に積み替えられた。船は商人による中間搾取を避けるために大坂を通過し、背後に関東地方という巨大市場を持つ江戸へと直接回漕され、積荷は木挽町（現・東京都中央区銀座3丁目）の江戸中屋敷内の倉で管理された。
専売事業の利益は、開始から3年目の嘉永5年（1852年）には1万両を超え、翌年には5万両に迫った。これによって、藩の負債償却が前倒しで始まり、領内の道路や河川の整備も進められた。方谷は専売の利益を藩で独占せず、生産者に正当な対価を支払ったため、庶民の暮らしも潤い、旅人はその佇まいだけで松山領に入ったことが解るほどだったという。
これらの専売事業は廃藩置県で松山藩が消滅するまで続けられ、戊辰戦争後に年貢を岡山藩に抑えられていた時期には藩の費用の全ては専売事業の収入で賄われていた。後に藩が2万石で再興された際も松山藩の財政は同規模の他藩よりも余裕があったという。
また新田開発も奨励し、新田からの収穫には租税を免除したため、耕地面積や農村人口が増加し、農地の取引価格も上昇した。

#### 藩札の刷新
江戸時代後半になると、各地の藩は幕府の許可を得て、藩札と呼ばれる独自の紙幣を発行していた。それらは正貨と兌換できることが原則であったが、財政が逼迫する藩では兌換用の準備金を他へ流用し、さらに穴埋めのために藩札の乱造が繰り返された結果、藩札の価値は紙切れ同然となっていた。備中松山藩も例外ではなく、方谷が元締役に就任した当時で藩発行の五匁札には偽札まで出回っており、藩札の信用は地に落ちていた。
方谷は嘉永3年（1850年）に藩札の発行を停止し、3年間の期限付きで市中に出回っている五匁札を全て額面で買い取るとの触れを出した。その結果、未発行分も併せて711貫300匁（金換算で11,855両）が藩の札座に集まった。嘉永5年（1852年）9月、方谷は松山城下の近似川原において買い集めた藩札を全て焼却すると布告した。9月5日、布告を聞いて集まった藩士・領民の眼前で藩札の焼却が行われた。作業には方谷自身も立ち会い、辰の刻（午前8時）から始まった焼却作業が終了したのは申の刻（午後4時）であった。
全ての藩札を処分した方谷は、専売で得た利益の一部を積み立てて両替準備金とし、「永銭（永札）」と名付けた新しい藩札を発行した。永銭は発行されると同時に抜群の信用を得て、松山藩内はおろか近隣他藩の領内でも使用されるようになった。松山藩の金蔵には永銭との交換によってさらに正貨が積み上げられ、これにより負債の返済は加速度的に進み、安政4年（1857年）には10万両の負債を完済し、さらに10万両の余剰金の蓄財に成功し、当時の松山藩の財力は20万石以上と評価されるまでに至った。

#### 文武の奨励と軍制改革
改革の開始に際し、家中には倹約令とともに文武の鍛錬に励むことが奨励された。併せて銃砲が主体となる洋式軍制の導入が試みられたが、内陸の山国である松山藩では外国勢力への危機意識が薄く、さらに戦国以来の旧弊に拘る藩士たちには受け入れられなかった。
方谷は武士主体の軍制改革を諦め、代わって人口の8割を占める農民を軍の主体とする農兵制の導入を決断した。まず藩内の里正（りせい、村長）とその子弟の中から屈強な者を選び、洋式歩兵の訓練を施し、帯刀を許して農兵の指揮官として養成。さらに猟師を集めて西洋式の銃隊を編成し、農閑期に入ると農家の若者を集めて里正の指導の下に射撃訓練を施し、主として国境の警備にあたらせた。方谷は年に一度、農兵を松山城下に集合させて大規模な演習を行った。安政5年（1858年）に松山を訪れた際、農兵の演習を見学した久坂玄瑞は「とても我が藩の及ぶところではない」と感心し、彼によって長州藩に持ち帰られた農兵の構想は高杉晋作の奇兵隊に影響を与えたとされる。
山国であり地形の入り組んだ松山藩では城下町防衛の要となる地を集中的に防衛する必要があったが、それらの多くは山間の未開地であった。これらを防衛するため方谷は倹約令で困窮する下級藩士たちを移住させ、平時は土地開墾に従事させ、開墾地からの収穫には租税を免除することで彼らの窮状を救うと同時に恒常的な防衛体制を整備するという、後に明治政府が北海道開拓に採用した屯田制の先駆けともいえる制度を発案した。この案は当初こそ「武士の身分を奪われる」と誤解されて反発を受け、僅かな希望者が単身で賀陽郡野山（現・吉備中央町宮地）に入植しただけだったが、先述の租税の免除も手伝って大きな収入が得られることがわかると彼らの家族が移り住み、また藩が学問所や道場を整備したことで、移住志願者が続出するようになった。
安政2年（1855年）には津山藩から植原正方らを招いて神伝流古式泳法を伝えられた。城下郊外の辻巻（現・高梁市津川町今津）に水泳場が開かれ、60歳以下の藩士全員にここで泳法の訓練をすることが義務付けられた。
文久2年（1862年）9月には三島中洲らの意見を容れてアメリカ製のスクーナー船を14,300ドル（7,150両）で購入し、「快風丸」と名付けた。快風丸は普段は玉島港と江戸などへの物資輸送に使用されたが、非常時には軍艦として使えるように整備されていた。
方谷は庶民の教育にも力を注いだ。城下の鍛治町（現・高梁市鍛治町）、飛地の八田部（現・総社市総社）と玉島（現・倉敷市玉島）に民間のための学校「教諭所」を設けた。教諭所には藩校・有終館の会頭が交代で出張して講義を行い、助教は庶民出身者が務め、成績優秀な生徒には士分への登用の道も開かれていた。

### 幕末期

#### 参政就任
嘉永6年（1853年)、備中松山は深刻な干ばつに見舞われたが、方谷が貯倉を開いて困窮する零細農民に米を配布したため、松山領内では餓死者は一人も出なかった。領民たちは方谷を生神として祀る祠を建てて彼を称えた。
安政元年（1854年）、方谷は藩政の実質的なトップである参政の地位に就いた。改革開始から5年が経過し、藩財政が回復・成長を遂げたのを機に方谷は、
1. 倹約令にある藩士の俸禄の減額措置の撤廃。
2. 農民への年貢を軽減し、これまでの重税で困窮している村への救済策の適用。
3. 藩庫の金を町人に融通して交易を振興する。

の3案を勝静に献策して認められた。
安政2年（1855年）10月、安政の大地震では備中松山藩の江戸屋敷も被害を受けたが、藩に金を貸していた江戸・大坂の両替商たちの寄付で早期に再建することができた。
この頃、勝静は幕閣への足掛かりとなる奏者番の役職についていた。安政4年（1857年）、勝静に寺社奉行就任の打診があった。勝静は国元の方谷に就任の是非を問う手紙を出すが、方谷は幕府の重職を担うことは役職就任の礼金（賄賂）や交際費、さらに役所の運営費などで藩財政の逼迫を招くと勝静の幕政参加に難色を示し、勝静が江戸に呼び出して説得しても首を縦に振らなかった。ただし頭から反対していたわけではなく、「賄賂を使わなくても就任の命が下るのであれば、それは天命であり、避けるべきではない」とも答えている。
しかし国元では倹約令で不満を溜め込んでいた上級藩士たちの間で「方谷は主君の出世の機会を潰そうとしている」と不満が噴出し、さらに城下防衛と生活救済を目的とした下級藩士の移住計画も「武士の身分を奪われる」と誤解した藩士たちの間で反対の声が上がり、方谷の暗殺計画も噂されるようになった。
この頃、藩命で松山を訪れた会津藩士・南摩綱紀は見聞録『負笈管見』の中で勝静と方谷の改革を評価する一方で、「手法が過激すぎて失敗する可能性が高い」と分析している。
同年8月、方谷の助言に従って猟官運動を控えてきた勝静に寺社奉行就任の命が下った。勝静の命で方谷が行ってきた藩政改革が幕府に評価された結果であった。方谷は勝静に手紙を送り、寺社奉行就任を祝うとともに老齢と改革に一定の目途がついたことを理由に隠居を願い、併せて藩士の移住計画への反感を和らげるべく自らも適当な土地を拝領して帰農したい旨を申し出た。勝静は参政には暫く留任してもらう代わりに元締役の兼任を解き、隠居・帰農もいずれ認めるとの妥協案を示し、方谷もこれを受け入れた。元締役は方谷の弟子で板倉家譜代の大石隼雄が継いだ。
安政5年（1858年）9月、安政の大獄が始まると、幕府には「五手掛」と名付けられた取り調べ機関が設置され、寺社奉行の勝静もその一員となった。勝静は国元の方谷に意見を求め、方谷は志士達に温情を以て裁くことを献策し、勝静もその意見を入れて「1、2の大物を罰するに止め、あとは寛大な処置にとどめるべき」と主張したことで大老・井伊直弼の不興を買い安政6年（1859年）2月に寺社奉行を罷免された。

#### 長瀬への移住
安政6年（1859年）4月、方谷は勝静の許しを得て松山城下から約11km離れた長瀬（現・高梁市中井町西方の方谷駅付近）に移り住んだ。方谷がこの土地に目を付けたのは移住の2年前で、「長瀬」という地名も方谷自身が命名し、その翌年には「無量寿庵」と名付けた草庵をこの地に作っていた。長瀬を選んだのは、ここが新見藩領から松山に侵攻する敵軍を迎え撃つことが容易な地であるという理由もあった。
方谷は参政在職のまま移住したので、月の半分は松山に出仕して「水車」と呼ばれる城下の藩主別邸に寝泊まりして政務にあたり、長瀬との間を行き来する生活が続いた。参政とはいえ、当時の方谷の家禄は高いものではなく、さらに移住を機に多忙を理由に断ってきた入門希望者を受け入れようと大きめの屋敷を建てたこともあって、山田家の家計はかなり苦しくなっていた。
同年7月17日、越後長岡藩士・河井継之助が長瀬の屋敷を訪れ、弟子入りを志願した。方谷は半月近くをかけて継之助の人物を見定め、8月3日に弟子入りを許した。継之助の学び方は、方谷や門弟たちとの対話、教諭所や藩士入植地の見学、会津の秋月悌次郎ら松山を視察に訪れた他藩士との交流、など実際を見聞して知識を深めるという手法だった。
方谷が江戸に召喚されたため、継之助は9月18日に九州・四国の遊歴に出発して一旦松山を離れ、10月3日に松山に戻り、12月25日には長瀬の方谷宅へ住み込むことを許され、万延元年（1860年）4月まで松山に滞在し教えを受けた。

#### 藩主の政治顧問
桜田門外の変で井伊直弼が暗殺された翌年の文久元年（1861年）2月、勘定奉行に再任された板倉勝静は方谷を伴って江戸へ出府した。方谷は江戸にあって勝静の政治顧問となることを命じられた。しかし方谷は3月に愛宕山近くの路上で喀血して倒れ、1か月ほど静養後、病が小康を得たので松山に帰国し、湯原温泉で湯治した。
文久2年（1862年）3月15日、勝静は老中へと異例の昇進をした。病の癒えた方谷も4月に再び江戸に出て、勝静の側近に戻った。6月、勅使・大原重徳が島津久光の率いる薩摩藩兵に護衛されて江戸に下向した。勝静は老中として勅使との交渉にあたったが、このとき大原は京都の岩倉具視に宛てた手紙の中で「防州（板倉勝静）はごく平凡な人物で、常識的な対応しかできない人物だ。当人にもこれといった定見があるようには見えないが、その側近の山田安五郎（方谷）は交渉の表には出てこないがなかなかの人物のようで、防州の意見は何事もこの者から発しているようだ」と方谷について言及している。交渉の結果、徳川慶喜が将軍後見職、松平春嶽が政事総裁職に任命されるが、方谷は弟子の林富太郎に宛てた手紙の中で「（交渉は）全くこちらの思い通りにはいかなかった。（略）外様の権勢には驚くばかりだ」と感想を述べている。
10月、朝廷は再び勅使として三条実美らを下向させ、幕府に攘夷を迫った。この時、方谷は勝静に対し「誠心を立てることを第一義とし、鎖国・開国いずれに決定しても速やかにこれを実行すべし」とする意見書を提出した。11月には将軍・徳川家茂に謁見を許され、御前で「事ここに至っては速やかな攘夷実行しかない」と意見を述べた。12月、勝静は方谷を藩の年寄役（家老に次ぐ役職）に任命し、「大事あらば必ず参与すべきこと」を申し付けられた方谷は家督を養子・耕蔵に譲り、隠居扶持を受けることになった。
文久3年（1863年）2月、方谷は勝静に老中辞任を迫り、その約束を取り付けて松山に帰った。3月、将軍・家茂が上洛し、勝静も老中として随行した。4月、方谷は京都に召喚され三たび顧問の任についた。朝廷の圧力の前に幕府は5月10日に攘夷を実行すると約束させられるが、当日になっても行動を起こさなかった幕府に方谷は失望し、再度勝静に老中辞任を迫った。一旦は辞任を承諾した勝静が、家茂に説得され辞意を撤回すると、方谷は6月に顧問を辞任し松山に帰国すると長瀬の屋敷に籠り、老いと病を理由に出仕も拒んだ
元治元年（1864年）6月、攘夷の不履行や生麦事件の賠償問題で家茂の不興を買った勝静は老中を罷免され第一次長州征討の先鋒を拝命し、松山に帰国した。方谷も藩政に復帰し、勝静出陣後の松山の兵権を預けられ、本陣の置かれた頼久寺に入った。最新の銃砲を備えた松山藩兵は他藩を圧倒していたが、長州藩が戦わずして幕府に恭順したため戦闘に参加することはなかった。
慶応元年（1865年）10月、勝静は老中に再任される。翌慶応2年（1866年）に始まった第二次長州征討では幕府軍は薩長同盟によって最新式の装備を手に入れていた長州軍に大敗し、さらに将軍・家茂が薨去した。勝静は事態を早馬で松山の方谷に知らせ善後策を問うた。方谷は返書で、
- 大挽回：徳川慶喜を後継将軍として、昨年勅許を得た通商条約に従って開国政策を進める。長州藩の攘夷は当時の勅に従っただけなので咎めず、そして長州や他の雄藩も迎えて幕府の体制を一新する。
- 小挽回：慶喜が将軍職を継ぐのを固辞した場合、代わりに前尾張藩主・徳川慶勝を将軍とする。第一次征討で幕府軍総督を務めた慶勝が長州と直接交渉し、寛大な措置を条件に休戦に持ち込む。
- 一時姑息（「最大の愚策」の但し書き有）：幕府が長州に対し過剰に寛大な条件を提示したり、朝廷あるいは他の大藩・雄藩に調停を依頼したりすれば、幕府はいよいよ軽視され大乱を招く。

の三策を示した。戦は幕府が8月20日に朝廷から停戦の勅命を引き出すことで、9月2日に幕長間での停戦が成立するという「一時姑息」の策に近い結果となった。
慶応3年（1867年）6月、方谷は勝静に召喚されて再び京都に上るが、8月には松山へ帰国した。10月12日夜半、方谷の許に「慶喜公が大政奉還を決意したので、その上奏文の文案を考えて欲しい」との勝静の密書が届いた。方谷が急ぎ書き上げた文案は早馬で京都へ届けられ、慶喜自身の手で清書され10月14日に上奏された。
なお、大政奉還上奏文の起草者については、旧来より永井尚志が実務的に起草にあたったとする説が有力であり、学術的にもこの見解を支持する研究が多い。一方で、山田方谷が原案に関与した可能性については一部の資料や証言に基づいて指摘されているが、現時点では「正式な起草者」とするには確証を欠くとされる。

### 戊辰戦争 - 松山藩の再興
明治元年（1868年）1月3日から始まった鳥羽・伏見の戦いで旧幕府軍が新政府軍に敗北すると、徳川慶喜は1月6日に深夜に大坂城を脱出し軍艦・開陽丸で江戸へと逃亡し、老中・板倉勝静は護衛の熊田恰ら150名の松山藩士に帰国を命じて慶喜に同行。以後、消息不明となる。
鳥羽・伏見の戦いの直後、勝静は徳川慶喜、松平容保・松平定敬兄弟に次ぐ第三等の朝敵とされ、岡山藩を初めとする中国地方の諸藩に松山藩征討の勅命が下り、征討総督・伊木忠恭（岡山藩家老）率いる軍勢が松山領を包囲した。情報をいち早く入手した方谷は冬季演習の名目で農兵隊を総動員して国境を固め、城に重臣たちを集めての協議の結果、降伏・開城と決し、城下には藩を挙げての謹慎が布告された。
1月14日、美袋（みなぎ、現・岡山県総社市美袋）の征討軍本陣へ大石隼雄、三島中洲、横屋謹之助の3名が謝罪使として派遣され、征討軍側との交渉が開始された。征討軍は松山藩に謝罪書の提出を要求し、その草案を提示した。翌日に草案を見た方谷は、文中にあった「大逆無道」の4文字に激怒し、征討軍に「大逆無道」を「軽挙暴動」に改めることを要求し、受け入れられない場合は方谷が切腹して藩主に謝罪すると返答した。
征討軍側は、練度と装備の充実した松山軍と戦えば敗れる可能性があり、また方谷を死なせれば彼を慕う松山の領民まで敵に回す危険性があることを考慮して要求を受けいれ、1月17日に松山は無血開城され、領民を除く藩士は全て城下を一時退去した。総督・伊木忠恭は方谷には「隠居の身」という理由で行動の自由を保障し、希望する岡山藩士には方谷への入門を許すなど、方谷に対して格別の礼を尽くしている。
藩士と領民の命を救った方谷は、松山藩再興のため行方不明の藩主・勝静と世嗣・勝全（かつなる）の行方を探させた。しかし勝静らの行方はようとして分からず、僧籍に入るため江戸郊外小梅村（現・東京都墨田区向島3丁目付近）の常泉寺に寄寓していた第4代藩主・板倉勝政の孫・栄次郎を新たな世嗣として迎えることとした。方谷の命を受けた目付・川田剛が江戸に潜入して栄次郎を松山に連れ帰り、栄次郎は名を板倉勝弼と改め、松山藩は彼を新たな相続人として藩の再興を願い出た。
12月に入ると、新政府による朝敵諸藩への処分が始まるが、藩主父子が行方不明の備中松山藩への処分は保留とされ、官軍支配によって生活が困窮した領民たちの一揆が頻発するようになる。同じ頃、勝静が榎本武揚の艦隊と共に蝦夷地にいるとの情報が松山藩に入った。方谷は年寄役・西郷熊三郎を密かに蝦夷地に潜入させて勝静と接触させ新政府への自首を勧めるが、死を覚悟した勝静は頑として受け入れなかった。
仕方なく方谷は松山藩と取引があり、勝静とも面識のあるプロシア人の商船長ウェーフに礼金1万ドルで勝静の救出を依頼。明治2年（1869年）4月23日、ウェーフは陣中見舞いと称して勝静を船に招いてそのまま出港し、5月13日に江戸に着いた勝静は家臣たちから自首を説得され、6月に嫡子・勝全と共に自首し、安中藩への永預とされた。
9月、松山藩には3万石の減封の上で勝弼を藩主として再興を許すとの処分が下り、10月には藩名を高梁藩と改めた。

### 晩年
官軍に城を明け渡した方谷は、長瀬の屋敷に籠り、ここから戦後処理やお家再興活動の指令を出しながら、再び塾を開いて門弟の受け入れを始めた。長瀬塾には入門希望者が殺到し、翌年までに塾舎を6棟に増築しなければならないほどの盛況ぶりだった。
方谷の能力を高く評価した岩倉具視、大久保利通、木戸孝允らが明治政府に登用された三島中洲や川田甕江（剛）らを介して会計局への出仕を求めてきたが、方谷は老齢と病、郷学に専念したいことを理由に断り続けた。
明治3年（1870年）10月、方谷は長瀬の屋敷を養子・耕藏の一家に譲り、自身は高弟で上市（現・新見市上市）の庄屋を務める矢吹久次郎から提供された阿哲郡小阪部（現・新見市大佐小阪部）の地所に移り住み、ここに新たな塾を開いた。小阪部塾には方谷の教えを受けようと全国各地から数百名の若者が集った。方谷は自身の塾の他にも近隣の学校でも授業を行い、請われればその名付け親にもなった。
明治5年（1872年）1月、特旨により板倉勝静の永預が解除されたとの報がもたらされた。同じ頃、旧岡山藩士の岡本巍（たかし）と中川横太郎が小阪部を訪れ、岡山県で計画されている新しい学校に方谷を迎えたい旨と岡山への移住を願った。方谷は移住の要請は断ったが、「2年前に閉校になった閑谷学校が再開されるなら、月日を区切って閑谷を訪れて教壇に立ってもよい」と返答した。明治6年（1873年）、元岡山藩主・池田慶政の支援で閑谷学校は「閑谷精舎」として再興され、方谷は約束通り同年3月から春と秋に1ヶ月ずつ閑谷を訪れ、陽明学の講義を行った。この講義は明治9年（1876年）の秋まで続いた。
明治8年（1875年）4月、板倉勝静から「祖先の墓参りに高梁（松山）を訪れるので再会したい」との手紙が届き方谷は5年ぶりに高梁を訪れた。勝静とは8年ぶりの再会であった。勝静と方谷は長瀬の旧方谷邸に3泊した。
明治10年（1877年）6月26日、方谷は小阪部の屋敷で死去した。享年73。死因は腎炎と言われている。遺骸は故郷・西方村の山田家の墓地に葬られた。戒名は「方谷院深文純徳居士」。墓石「方谷山田先生墓」の文字は板倉勝静が揮毫し、墓碑の文面は勝静の命で三島中洲が起草した。現在、墓所とその周囲は公園として整備され「方谷園」となっている。

## 思想

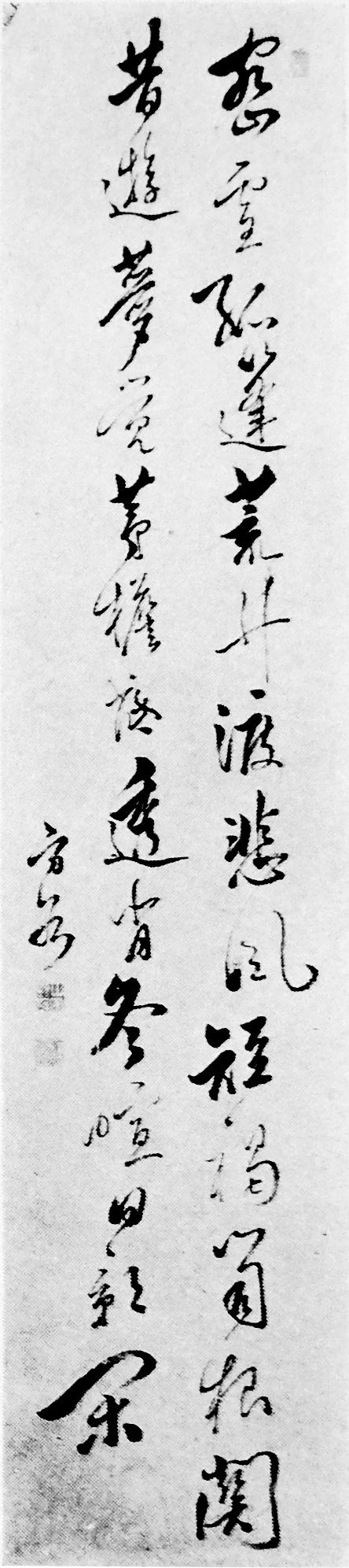
方谷筆

方谷は、王陽明の『伝習録』から自得するところのあった部分を抜き書きした『伝習録抜粋』（序文のみ現存）を作成し、その序文の中で朱子学と陽明学を比較して論じた。
朱子学の利点は、初心者でも学問の順を追って学べば深く学ぶことができる。しかし、我が心の内を忘れて我が心が得心しているかは問わないという欠点があった。
一方、陽明学の利点は、我が心が得心しているのかを問うて人間性の本質に迫ることができ、十分な知識を得た人物が学べば道理をより正しく判別でき、事業において成果を出すことができる。しかし、未熟な人物が学ぶと独善に走って努力を怠り、道理の判断を誤ることが多いという欠点があった。
方谷は弟子達から陽明学の教えを請われても安易に教えることはせず、まず朱子学を深く学ぶことを諭した。これは、先述した陽明学の欠点を熟知していたことによる。方谷は朱子学を十分に習得した上で、なお疑問を持って陽明学を学ぶことを希望した者にだけ陽明学を講義した。
至誠惻怛（しせいそくだつ）という真心と慈愛の精神を説いたことでも知られる。例えば、他人を小人呼ばわりした三島中州に「世に小人無し。一切、衆生、みな愛すべし。」と戒めたという。のち至誠惻怛の精神は福西志計子らを通して石井十次、留岡幸助、山室軍平、中島重らに影響を与えていった。それはとりもなおさず、日本の福祉の歴史においても大きな影響を与えたことを意味する。

### 擬対策と理財論
擬対策（ぎたいさく）
天保3年（1832年）頃に書かれた政治論である。当時の政治に対する方谷の考えを科挙の殿試（策問）の回答文（対策）に擬える形式で書かれたためこの題がある。
文中で方谷は、「近年の時世に衰えの兆しが見えるが、その原因は武士階級の風紀の衰えにある」とし、「衰退の要因は賄賂が公然と行われたり、度をこえた贅沢によって武士階級が財政難に陥ったことにある。優れた君主や改革者が現れて財政改革を行って士風を改めることでしか解決できない」と主張している。
理財論（りざいろん）
天保6年（1835年）前後の時期に書かれた上下二篇からなる経済論の概論である。
上篇で方谷は、「今日、理財の方策が綿密になってきているのに各藩の窮乏は悪化する一方である」ことを指摘し、その原因を「理財を担当する者が財政にばかりとらわれて、大局的な視点を失っていること」にあるとし、これを「事の内に屈する」という言葉で表現している。その上で「理財を司る者は常に事の外に立ち、会計は専門家に任せて大綱を管理するにとどめ、治世の大方針を示して教育の振興・綱紀の粛正・武備の充実を同時に行っていくべきである」と主張し、その成功例として斉の管仲、秦の商鞅の改革を挙げている。
下篇は上篇に対する「ある人」の反論に方谷が答える形式で、方谷は前漢代の董仲舒の言葉「義を明らかにして利を計らず」を例えに為政者はその場しのぎの対策を進めるのではなく、綱紀を整えて政令を明らかし、義と利を明確に区別することによって進むべき道は自ずと定まっていくと説いた。
「理財論」と「擬対策」は後に、弟子の三島中洲の「義利合一論」へと発展し、三島が拓いた私塾である二松学舎を通して渋沢栄一を初めとする関係者たちに伝えられ、彼らを通して日本の財界に深い影響を与えることになった。

### 外交論
方谷の外交論について三島中洲は『方谷年譜』の中で「開国を持論としていた」としている。しかし、方谷は情勢が目まぐるしく変化する中で、時に攘夷を主張したこともあった。三島はこれについて「（方谷は）条理一貫を貴ぶ人であり、（自説よりも）主君の意思を優先し、それを首尾一貫させるように尽力する主義であった」と解説している。方谷は板倉勝静に提出した意見書の中で「開国か攘夷かという問題ではなく、為政者が誠心（誠意・主体性）をもって事態に臨み行動すれば、世論もそれに従って変化していくものである」と主張している。
文久元年（1861年）頃に著した対外政策の意見書『兵を清国に用うるの議』の中で「現在、清国では内乱と英仏の侵攻で国の形をなしていない。日本は清国の回復を図るべく出兵すべきである。征伐という事ではないので、反乱を鎮圧し、中国を唐の時代のような風俗に戻すため、治安維持を目的とした政令を発布するならば、人心は帰服すると思われる。1年もすれば中国に英雄が現れ、全土を平定するだろうから、その後、兵を帰国させればよい」と主張している。
文久3年（1863年）5月、対馬藩士・大島友之允から「日本が開国したことを理由に朝鮮との貿易が途絶えて困っている」と相談を受けた方谷は、「非は一方的に関係を断った朝鮮にあるから、対馬藩が先鋒を務め、薩摩・長州とともに征伐すべき」という朝鮮出兵案を起草している。
これらの案は採用されることはなかったが、これは薩長の軍事力を海外に向けることで、その力を削ぐ意図があったともいわれる。

## 人物

### 系譜
方谷の山田家は清和源氏満政流で尾張国山田郡を本貫とする山田氏の傍流を称している。
初代・山田重秀は山田重直の甥とされる人物で、源範頼に従って平家追討に参加し、恩賞として備中国阿賀郡28ヵ村を与えられ、土着したとされる。戦国時代には山田重朋が毛利輝元に仕えて備中兵乱で戦死し、子孫は関ヶ原の戦いに敗れた毛利氏が防長2ヵ国に減封されたときに阿賀郡西方村にて帰農したとされている。

### 私生活
方谷には3度の結婚歴がある。2女を儲けたが、男子には恵まれず、弟・平人（へいじん）の子・耕蔵を養子にとり後継ぎとした。
- 最初の妻は新見藩士・若原平之進の娘・進である。文政4年（1821年)に結婚。文政9年（1826年）に長女・瑳奇を儲けるが、天保7年（1836年）に早世。弘化4年（1847年）に離縁[189]。
- 2人目の妻は門人である神職・荒木主計の姉（名不詳）である[190]。安政元年（1854年）に次女・小雪を儲けるが同年に離縁されている。身分違いの結婚であったため正式な妻と認められず『方谷年譜』には「妾」と記載されている[191]。『方谷年譜』によると離婚後、松山藩士・井上某に再嫁したとある[192]。
- 3人目の妻は井原村の庄屋・大津奇花堂の義妹で尾道出身の吉井緑である[193]。安政3年（1856年）9月に結婚。方谷は前回の反省から板倉勝静の許可を得て結婚したため『方谷年譜』にも「妻」と記載されている[194]。
- 次女・小雪は生後間もなく方谷の弟子で天領・上市（現・岡山県新見市上市）の庄屋・矢吹久次郎の養女となり、その後、久次郎の息子・発三郎に嫁ぐ[195]。明治5年（1872年）に死去[196]。享年20。

### 逸話
- 幼少の頃から、思索をするときは柱にもたれて瞑想する癖があったといわれており、現在も新見市にある丸川松隠の旧宅には方谷が何度ももたれたために髪油が染みこんで頭の形に跡が付いた柱が残っているという伝説がある[197]。
- 佐藤一斎の塾で学んでいた頃、同門の佐久間象山から何度も論争を仕掛けられていた。二人の討論は深夜まで及び、それが連日繰り返されるため他の塾生が辟易して一斎に止めてくれるよう頼んだが、一斎はこれを放置し両者の討論を襖を隔てた隣室で楽しそうに聞いていたという[198]。
- 河井継之助に象山の人物評を問われた時、「佐久間氏には温（穏やかさ）良（素直さ）恭（うやうやしさ）謙（つつましさ）譲（謙遜）がいずれも欠けている」と評している[199]。
- 嘉永5年（1852年）に牛麓舎の隣家に住まう一藩士が病没し、その寡婦が方谷宅の門を叩いた。寡婦は父を亡くした7歳の娘に、母子家庭の子と侮られぬよう、男性と互して能うほどの学問を施してもらうよう方谷に請うた。それは当時の一般常識に照らせばありえない考えであった。しかし学問の人生における重要性を体感で知悉していた方谷は、藩政改革の忙しい最中ではあったが願いを快く引き受けて男女の別を気にする事無く、その才気ある娘を牛麓舎に通わせて学問を教えたとされる。その娘こそ、後に高梁の地で女子教育の普及に努める事となる福西志計子であった[200]。
- 板倉勝静が世嗣だった頃、彼が唐の徳宗について論じた文を見せられた方谷は「これを拝領したい」と申し出た。勝静が理由を問うと方谷は「若殿様が藩主となられた後、この書付に反する行いをなされることがあったなら、諫言する際の証拠と致したいからです」と答えた。勝静は「後日の証拠とせよ」と方谷に論文を渡した。論文を受け取った方谷は「臣下の諫言を受け入れないのは主君の罪ですが、己の保身のために主君に諫言しないのは臣下の罪。この書付は、若殿の政を諫める際の証拠であるとともに、主君に過ちあるとき臣下として必ず諫言申し上げるという自分への戒めと致します」と答えた[201]。
- 方谷が板倉勝静に易経を講義していた部屋の前庭には池があったため、方谷はここを「観水堂」と名付けた。勝静に由来を問われた方谷は「易において水は危険なものとされていますが、十分に用心すれば危険を避けることは出来ます。若殿様はお国入りして日が浅いので油断せず精進していただきたいとの思いを込めました」と回答した[202]。
- 藩政改革では貨幣の流通に最も気を付けた。「千有余年にわたる紙幣の利害を得失の詩を吟じるならば、後世の財政権を持つ者の戒めになるだろう」と中国歴代の紙幣の変遷を17首の詩にもしている[203]。
- 安政2年（1855年）、津山藩士・植原正方らを招いた宴席で徳川幕府を衣服に例えて「東照神君が材料を調え、台徳院様が織り上げ大猶院様が初めて着用して以後、歴代将軍が着用してきた。有徳院様が一度洗濯をし、白河楽翁が二度目の洗濯をした。しかし、もう汚れと綻びが酷く、新調しないと用にたえない状態になっている」「再度洗濯しようにも布質が既に劣化して、繕うことも出来なくなっている」と評した[204]。
- 安政4年（1857年）、大溝藩に100石で仕えていた川田甕江を50石で引き抜いた。嘉永6年（1853年）には川田の師・鎌田玄渓も招いている[205]。
- 上杉鷹山が行った米沢藩の藩政改革について「厳しい倹約で財政再建は果たしたが、文武が廃れたために富国強兵が果たせず、片手落ちになってしまったのが残念だ」と評価している[206]。
- 安政の大獄で入牢していた春日潜庵の解放に尽力したが、当人には秘密にしていた。解放から5年後にそのことを知った潜庵は「これこそ真の友」と感動した[105]。
- 河井継之助に藩政改革の極意を問われた方谷は、主君・板倉勝静から聞いた松平定信の言葉を引用して「改革は15年くらいかけて結果が出るものと思いなさい。性急に進めると必ず年長者が反対するだろうが、ゆっくりと進めれば彼らはやがていなくなる。目標が多いなら、まず容易なところから段々と始めていけばいい」と教えている[207]。
- 松山を去る河井継之助に秘蔵の『王陽明全集』を譲って欲しいと請われた方谷は巻末に「王文成公集の後に書して、河井生に贈る」と題した継之助への忠告の長文を書き添え、4両（約28万円）で譲った[208]。継之助は方谷を深く尊敬し、床の間に方谷の書幅を掲げて毎朝礼拝を欠かさなかったという[209]。
- 北越戦争で戦死した河井継之助の顕彰碑の碑文を長岡市から依頼されたが、「碑（いしぶみ）を 書くもはづかし 死に遅れ」の一句を送って辞退している。代わって三島中洲が碑文を起草した[210]。また、継之助の遺族が困窮していると聞き、松山への移住を勧めている[211]。
- 勘定奉行に復帰した勝静の供をして江戸城を見学した際、感想を問われると「大きな船のようでした。下には千尋の波浪が渦巻いております」と答えた[212]。
- 多策家で常に上中下の3案をもって進言し、相手に選ばせた[213]。
- 徳川家茂や孝明天皇の急死を暗殺と見なしていた[214]。
- 慶応3年（1867年）、京都に上った方谷が宿としていた奥村家に板倉勝静から緋鯉が届けられた。方谷はこれを庭の池に放ち、「鯉々とおぼして賜（もらっ）た魚なれば また来ますまで おく村の池」（来い来い（鯉々）と言われてわざわざ京都に上った褒美に貰った魚だから また京都に来るまで奥村の池に置いておこう）という勝静を揶揄する狂歌を詠んでいる[215]。
- 慶応3年（1867年）8月、方谷が松山に帰国する際、勝静は方谷に松山藩京屋敷に蓄えられていた軍用金を松山に持ち帰るよう命じた。このとき方谷は勝静に「金よりは 何処（いずこ） 命の置きどころ」と老中を辞めて松山に帰ろうとしない勝静を痛烈に批判する句を献上した[216]。
- 慶応3年（1867年）8月、方谷は国元から京にいる熊田恰に宛てた手紙の中で「洋学に関しては近隣の藩の方が進んでいるようです。備前（岡山藩）などは洋学所を作って盛んに砲術の稽古をさせていると聞きます。我が藩は洋学をいち早く取り入れたつもりだったが、油断があったか今では他藩より大幅に遅れている。」と嘆いている[217]。
- 明治4年（1871年）8月に断髪廃刀令が出た際、門人たちは盛んにこれを批判したが、方谷は「昔は刀など帯びていないし、髷も結っていなかった。今回の件はただ昔に戻っただけのことだ」と意に介さなかった[218]。
- 小田県の県令・矢野光儀が倉敷の豪商を連れて大久保利通に面会した際、方谷に会った事がないと言うと「小田県の政治をするのに山田翁に会わずしてどうする」と一喝された。矢野は方谷を訪ね、政治について教えを受けた。後に矢野が方谷の起草した物産会社の規則案を大久保に見せたところ、大久保がその場で一読しただけで許可を出したので矢野は大いに驚いたという[219]。

## 評価
- 三島中洲は、「（方谷は）臨機応変で常識では測り知れないところがあった。特に藩政や国政に関する計画などは慎重で決して外部に漏らすことが無かった。雲の中から自在に出没する龍のように捉えどころがなかった。しかしながら至誠惻怛の視点で捉えれば、その精神を見失うことはないだろう」と評している[220]。
- 秋月悌次郎は方谷を「その人となりは素朴で偉ぶらず、一見すると田舎の老人のようであったが、藩主から時事について問われると、弁舌さわやかで、その意見は物事の急所をついており、布帛や米穀はもちろん、茄子や胡瓜の時価まで挙げて意見を述べ、実務に精通した偉人だという事を知った」と評している[221]。
- 河井継之助は方谷の経営の才能を「山田先生なら、越後屋の番頭も務まる」という言葉で表現している[222]
- 安井息軒と塩谷宕陰が「当代で最も優れた人物は誰か」と議論した際、息軒は藤田東湖を推したが、宕陰は方谷を推し「彼は東湖の人物に更に学問を加えた人物である」と評した[223]。
- 方谷と春日潜庵の双方にに師事した村上作夫は「（方谷）先生は世の中を捨てても世の中を忘れず、世の中にいても世の塵にそまらなかった。その様な清らかでおだやかな老境は奥ゆかしいことだ。しかしながら先生の腹中には老いてもなお英傑豪傑の気は衰えず、折に触れて感激すると詩を朗吟しながら扼腕して慨嘆されることがあった」と述懐している。また方谷と潜庵を比較して「山田翁の磊落は快絶春風の如し。故に門下遊泳自由、ために人材輩出せり。春日翁の厳正は粛殺秋霜のごとし。故に門下進退窮屈、よって著名の弟子なし」と評している[224]。
- 川田甕江は「中江藤樹は道徳は身につけていたが見るべき業績はなかった。熊沢蕃山は功績は素晴らしかったが、文章は出し惜しんで作品は少なかった。佐藤一斎は文章は素晴らしかったが、徳と功績は2人に及ばなかった。ところが方谷先生は3人の長所を取り、短所を補って別に一家の特色を気築いた。なんとめったに見られない珍しい大人物ではないだろうか」と方谷を称賛している[225]。
- 西周は方谷を「天下の豪傑なり。もし会津藩の様な大藩にこの様な人がいたら、幕府は安泰であったであろう」と称えている[226]。
- 三宅雪嶺は雑誌『日本及日本人』第518号の記事中で方谷を「内務大臣の器で、大蔵大臣、農商務大臣、文部大臣もできる」と評している[227][228]。
- 安岡正篤は、「この人（方谷）のことを知れば知るほど文字通り心酔を覚える」「もし幕府か大藩の有力な地位にあったならば、どんな影響を時世に与え得たか計り知れない」と評価している[173][228]。
- 司馬遼太郎は小説『峠』を書く際の取材で高梁を訪れた際、方谷を題材にした小説も書くことを勧められて「山田方谷は素晴らしい。だが、小説にするには難しい人物だ」「山田方谷は偉すぎる」と答えている[229]。

## 年表
日付は明治6年まで旧暦。年齢は数え年。
| 年                 | 年齢 | 出来事 |
| ------------------ | ---- | --- |
| 文化2年（1805年）  | 1    | 2月21日、備中国阿賀郡西方（現・岡山県高梁市中井町西方）に生まれる。                                                                                             |
| 文化5年（1808年）  | 4    | 木山神社に扁額を奉納。 |
| 文化6年（1809年）  | 5    | 新見藩儒・丸川松隠の塾に入門。 |
| 文化7年（1810年）  | 6    | 新見藩主・関長輝の御前で揮毫を行う。 |
| 文化12年（1815年） | 12   | 初めての漢詩「得家書」を詠む。 |
| 文政3年（1820年）  | 16   | 家業を継ぐ。 |
| 文政4年（1821年）  | 17   | 若原進と結婚。 |
| 文政8年（1825年）  | 21   | 備中松山藩主・板倉勝職から二人扶持を与えられる。 |
| 文政10年（1827年） | 23   | 春から年末にかけて京都に遊学。 |
| 文政12年（1829年） | 25   | 3月から9月にかけて2度目の京都遊学。 12月23日、苗字帯刀を許される。 12月28日、八人扶持・中小姓格に昇格。藩校・有終館の会頭（教授）を命じられる。                 |
| 天保元年（1830年） | 26   | 6月、住宅を松山城下本町に与えられる。 12月、有終館会頭を辞職。                                                                                                  |
| 天保2年（1831年）  | 27   | 2月10日、失火により屋敷および有終館を焼失。 7月より藩から2年間の許可を得て3度目の京都遊学。                                                                     |
| 天保4年（1833年）  | 29   | 秋、陽明学を学び始める。 10月、大塩平八郎の『洗心堂箚記』を有終館学頭・奥田楽山に送る。 12月、藩からさらに3年間の江戸遊学を許可され、江戸入り。                 |
| 天保5年（1834年）  | 30   | 1月、佐藤一斎に入門。 |
| 天保7年（1836年）  | 32   | 1月、大小姓格に昇進。 9月、佐藤一斎の塾を辞し、帰藩。 10月、有終館学頭（校長）となり、城下御前町に邸を与えられる。                                              |
| 天保9年（1838年）  | 34   | 家塾「牛麓舎」を開く。 |
| 天保14年（1843年） | 39   | 三島中洲が牛麓舎に入門する |
| 弘化元年（1844年） | 40   | 6月、藩世嗣・板倉勝静がお国入り。 |
| 弘化2年（1845年）  | 41   | 3月、勝静の領内巡視に随従する。 |
| 弘化3年（1846年）  | 42   | 近習役を兼務する。 |
| 弘化4年（1847年）  | 43   | 4月、津山へ赴き、洋式砲術を学ぶ。 妻・進を離縁する。 |
| 嘉永2年（1849年）  | 45   | 4月、板倉勝静が藩主となる。 閏4月、津山を再訪し、砲術の伝習を受ける。 12月9日、元締役兼吟味役を拝命する。                                                       |
| 嘉永3年（1850年）  | 46   | 10月、大坂に出張して債権者と会談して藩財政再建への協力をとりつける。                                                                                            |
| 嘉永5年（1852年）  | 48   | 郡奉行を兼務する。 撫育方・物産方を設置し専売事業を開始。 9月5日、信用の低下していた旧藩札を全て焼却し、新札を発行する                                          |
| 安政元年（1854年)  | 50   | 参政となる。 |
| 安政4年（1857年）  | 53   | 8月、板倉勝静が寺社奉行に就任。 元締役を辞任。 |
| 安政6年（1859年）  | 55   | 4月、西方村長瀬の一軒家に移住し、邸内に草庵「無量寿庵」を編む。 7月、越後長岡藩士・河井継之助が訪問。                                                           |
| 文久元年（1861年)  | 57   | 2月、板倉勝静、寺社奉行に再任。方谷、江戸に上り、勝静の相談役となる。 4月、病のため松山に帰国。療養のため美作国湯原温泉を訪れる。                               |
| 文久2年（1862年）  | 58   | 3月、板倉勝静、老中に昇進。 4月、江戸に戻り、勝静の相談役に復帰。 11月、江戸城に登城し、将軍・徳川家茂に拝謁する。 12月、年寄役となる。家督を養子・耕蔵に譲る。 |
| 元治元年（1864年)  | 60   | 11月、勝静の長州征討出陣に際し、留守の兵権を預けられる。 |
| 慶応元年（1865年） | 61   | 10月、板倉勝静、老中に再任。 |
| 慶応2年（1866年）  | 62   | 4月、倉敷浅尾騒動に対し、一隊を率いて出陣。 |
| 明治元年（1868年） | 64   | 1月、戊辰戦争勃発。 1月18日、備中松山城を新政府の征討軍に開城する。                                                                                             |
| 明治2年（1869年）  | 65   | 6月より長瀬の塾舎を増築し、子弟の教育に努める。 9月、板倉勝弼を藩主として備中松山藩の再興が認められる。                                                         |
| 明治3年（1870年）  | 66   | 10月、阿哲郡小阪部（現・新見市大佐小阪部）に移住し、引き続き子弟教育に努める。                                                                                  |
| 明治6年（1873年）  | 69   | 2月、初めて閑谷を訪れ、閑谷精舎で講義を行う。 |
| 明治10年（1877年） | 73   | 6月26日、小阪部にて没。 6月29日に西方村の墓地に葬られる。 |
| 明治43年（1910年)  |      | 11月16日、正五位を追贈。 |

## 主な門人
- 三島中洲
- 川田甕江
- 進鴻渓
- 河井継之助
- 島村久
- 池田長準
- 池田政和[要出典]
- 福西志計子[注釈 24]

## 記念・顕彰
- 方谷駅 - 出生地である阿賀郡西方（現高梁市中井町西方）にある1928年（昭和3年）開業のJR西日本伯備線の駅。
- 山田方谷 (小惑星) - 1977年（昭和52年）に発見された小惑星。発見者のひとり香西洋樹は岡山県出身。
- 方谷園 - 山田方谷にちなんだ同名の公園が2か所存在している。
  - 高梁市 - 1910年（明治43年）5月完成。方谷の遺徳を顕彰するため、当時の上房郡教育会が山田家の墓所とその周辺を公園として整備した。入口の碑「方谷園」の文字は犬養毅の揮毫。園内には墓所のほか、三島中洲撰文の記念碑がある。[231][232]
  - 新見市 - 1923年（大正12年）開園。方谷が晩年を過ごした小阪部の屋敷（旧小阪部陣屋）跡を公園として整備したもの。園内の方谷が臨終した際に枕のあったとされる場所に勝海舟揮毫・三島中洲撰文・金井之恭書の「方谷山田先生遺蹟碑」が建っている。[233]
- 方谷林公園 - 1911年（明治44年）開園[234]。方谷への位階追贈を記念し、併せて遺徳を顕彰する為に設置された。園内には、方谷・知足斎（養子・耕蔵）・済斎（義孫、耕蔵の女婿）の山田家三代の漢詩を刻んだ「高梁三賢詩碑」、方谷4歳のときの文字を刻んだ「風月の岩」がある。
- 方谷橋 - 1914年（大正3年）架橋。高梁市本町と落合町間の高梁川に架かる道路橋。初代の橋は木造だったが、1934年（昭和9年）の室戸台風による水害で流失し、1942年（昭和12年）に現在のランガー形式で再建された[235]。2010年（平成22年）に「室戸台風の災害復旧橋梁群」の一つとして土木学会選奨土木遺産に選ばれている[236]。
- 銅像 - 高梁市郷土資料館前（1976年設置）と備中高梁駅前（2017年設置）
- 記念碑 - 八重籬神社（高梁市内山下）境内に「方谷山田先生墓碣銘碑」（1879年建碑、松平春嶽揮毫）「方谷先生七絶詩碑」
- 展示施設
  - 方谷の里ふれあいセンター：2003年開館。高梁市中井町西方[237]
  - 山田方谷記念館：2004年開館。新見市大佐小南[238]
  - 山田方谷記念館：2019年開館。高梁市向井町（建物は旧高梁中央図書館）[239]
- 方谷學舎高等学校 - 2023年（令和5年）6月にそれまでの校名を改めて方谷の名前を冠した名称に変更した。

## 主題とする作品
漫画
- 山田方谷物語

小説
- 童門冬二『山田方谷：河井継之助が学んだ藩政改革の師』学陽書房、2002年
- 野島透『山田方谷の夢』明徳出版社、2011年
- 澤田瞳子『孤城 春たり』徳間書店、2024年 - 山陽新聞連載作品（2023年2月～12月）

映像作品
- 山田方谷物語（2005年、山陽新聞社企画、ONIビジョン）
- 財政の天才 幕末を駆ける 〜山田方谷・奇跡の藩政改革〜（2005年、NHK）出演:寺田農、堺屋太一、大橋洋治、野島透、童門冬二